# Ейжа Волкман
Ейжа Волкман (англ. Aja Volkman; 4 березня 1980, Юджин, Орегон, США) — американська співачка, авторка пісень, клавішниця та гітаристка, найбільш відома як вокалістка музичного інді-рок гурту Nico Vega. Також випустила міні-альбом «Egyptian» дуету Egyptian з Деном Рейнольдсом з Imagine Dragons.

## Життєпис
Волкман народилася 1980 року в родині Джеймса Волкмана та художниці Роджини Манас. 5 березня 2011 року одружилася з солістом Imagine Dragons Деном Рейнольдсом. У шлюбі народила трьох доньок: Ерроу Ів (8 серпня 2012 року) й близнючок Коко Рей та Джіа Джеймс (30 березня 2017 року). 26 квітня 2018 року Рейнольдс оголосив, що після семи років спільного життя він і Волкман розлучаються. Однак пара не розійшлася, покращивши стосунки, і у 2019 році Волкман народила сина.

## Кар'єра

### Nico Vega (з 2005 року)
Ейжа Волкман підійшла до Майкла Пенья після сольного виступу в 2005 року. Хоча Пенья пізніше залишив гурт заради акторської кар'єри, Даніель Епанд (ударник) приєднався до неї, і це сформувало основну структуру Nico Vega в 2007 році. Гурт випустив серію міні-альбомів. Вони підписали контракт із неіснуючою MySpace Records. Через два роки гурт випустив свій дебютний однойменний альбом. Три треки альбому були спродюсовані Ліндою Перрі (P!nk, Крістіною Агілерою, Гвен Стефані), а інші Тімом Едгаром. Альбом був зміксований Чадом Блейком (The Black Keys, Шеріл Кроу). Того ж року Nico Vega виступили на « Останньому дзвінку з Карсоном Дейлі», а потім гастролювали протягом наступних двох років. Вони багато гастролювали з артистами, у тому числі з Гевіном Россдейлом (з Bush), Manic Street Preachers, Imagine Dragons, She Wants Revenge та Blondie. Вони також відкривали один із концертів No Doubt. За цей час гурт підписав контракт з Five Seven Music. Сингл « Beast» набув популярності в 2013 році завдяки відеогрі BioShock Infinite, в результаті чого відбулося понад п'ять мільйонів завантажень і стримувань.
Другий альбом, «Lead To Light», вийшов 22 липня 2014 року і був випущений Деном Рейнольдсом (Imagine Dragons, X Ambassadors), Тони Хоффером (Бей, Фітц та the Tantrums) і Тімом Едгара (Nico Vega). Сингл «I Believe (Get Over Yourself)» був написаний у співавторстві з чоловіком Ейжі Деном Рейнольдсом. Трек «Lightning» був написаний спільно з Адамом Брейвіном та Джастіном Ворфілдом з рок-гурту She Wants Revenge.

### Egyptian (з 2010 року)
Запрошений для відкриття концерту Nico Vega, Рейнольдс познайомився з Волкман у 2010 році. Він запросив її допомогти йому закінчити деякі демоверсії, над якими той на той час працював. Спільну творчу співпрацю вони назвали Egyptian. Вони записали та випустили міні-альбом у цифровій формі.
Пізніше разом виступили з цим матеріалом одного разу на M Resort у Лас-Вегасі.

### Сольна кар'єра (з 2015 року)
В 2015 Рейнольдс згадав, що Волкман працює над сольним проєктом. Альбом Sandy був випущений 19 травня 2017 року з провідним синглом My Man. У записі альбому також взяли участь Джошуа Джеймс та продюсер Тім Едгар (Nico Vega, Imagine Dragons).

## Дискографія

### Nico Vega
- Nico Vega (2009)[19]
- Lead To Light (2014)[20]

### Egyptian
- Egyptian (2011)[16]

### Сольно
- Sandy (2017)[21]

### Інше
- "Our Demons feat. Aja Volkman — The Glitch Mob (2014)[22]
- "I Need My Memory Back feat. Aja Volkman — The Glitch Mob (2014)[22][23]